# Lancia (imbarcazione)

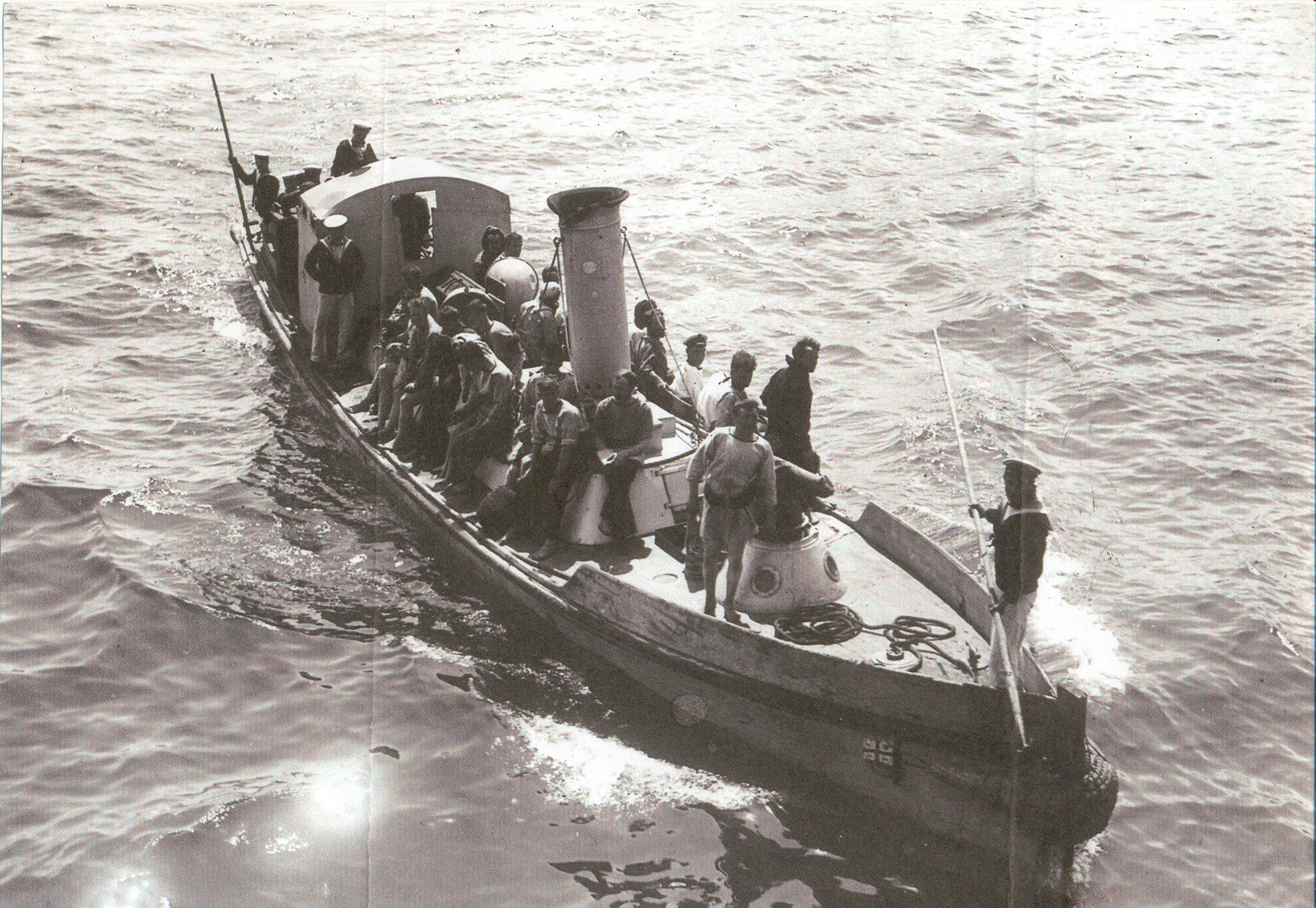
Lancia di servizio, a motore, della nave da battaglia britannica HMS Triumph, 1915.

Una lancia è una piccola imbarcazione ausiliaria, costruita generalmente in legno, avente lo specchio di poppa quadrangolare, utilizzata per trasferire le persone dalle navi alla terraferma e da nave a nave, oppure come imbarcazione da pesca, specialmente in Adriatico. Nell'uso comune viene indicata anche come scialuppa, tuttavia questo termine non fa parte del linguaggio tecnico marinaresco ed è scarsamente utilizzato in ambito nautico.

## Descrizione

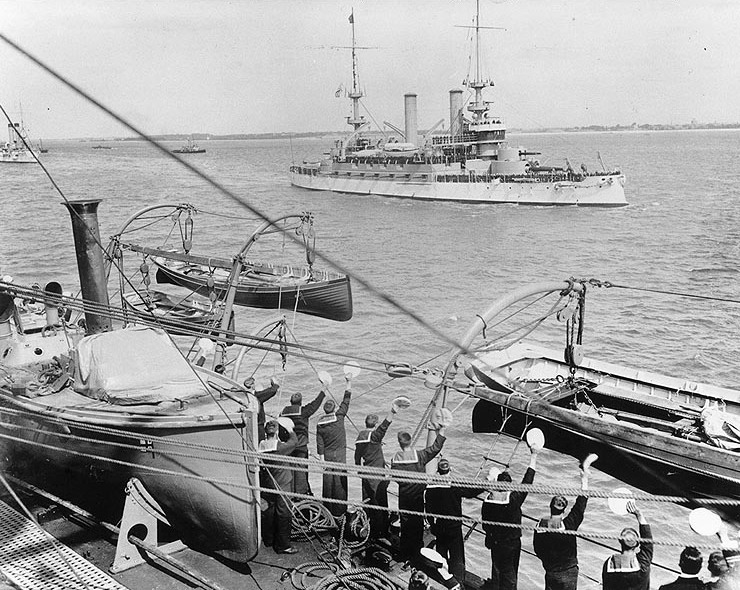
In primo piano tre lance di salvataggio appese alle gru di alaggio, sulla sinistra sul ponte, la lancia a motore di servizio. Sullo sfondo la nave da battaglia statunitense USS Kearsarge, 1903.

È generalmente propulsa da 4 rematori (fino ad 8), può essere dotata di un motore ausiliario e di uno o due alberi removibili per l'eventuale impiego a vela. Nel caso l'imbarcazione sia dotata di un motore di propulsione si parla anche di motolancia. L'armo impiegato nelle lance a due alberi è al quarto con le vele murate a dosso e bidosso, una sul lato di dritta dell'albero e l'altra a sinistra. Su quelle ad un solo albero si utilizza una randa a tarchia con un fiocco.

### La lancia di salvataggio
Le lance di salvataggio sono dotate di caratteristiche aggiuntive, quali l'insommergibilità, l'autosvuotamento ed il raddrizzamento spontaneo in caso di rovesciamento. L'insommergibilità è ottenuta tramite adeguate casse d'aria stagne aventi un volume sufficiente a fornire una spinta di galleggiamento pari al dislocamento della lancia a pieno carico. L'autosvuotamento si ottiene tramite pozzetti che permettono all'acqua imbarcata di riversarsi di nuovo all'esterno, sono dotati di una valvola di non ritorno per impedire che il mare spinga l'acqua all'interno dal pozzetto. Il raddrizzamento si ottiene grazie a casse d'aria poste all'estremità della lancia che, insieme alla forma insellata dello scafo, rendono fortemente instabile lo scafo rovesciato che si raddrizza rapidamente con il moto ondoso.